# Agostino Cardamone
Agostino Cardamone (* 1. Dezember 1965 in Montoro Inferiore) ist ein ehemaliger italienischer Boxer im Mittelgewicht. Er war italienischer Meister, zweifacher Europameister der EBU und WM-Herausforderer der WBC.

## Karriere
Agostino Cardamone boxte ab 1989 bei den Profis und gewann bis 1992 jeden seiner 15 Kämpfe. Im Februar 1992 schlug er Silvio Branco beim Kampf um die italienische Meisterschaft und verteidigte den Titel noch im selben Jahr gegen Stefano Pompilio und Luigi De Cicilia.
Am 23. Juni 1993 besiegte er Francesco Dell’Aquila durch K. o. und wurde dadurch Europameister im Mittelgewicht. Dell’Aquila hatte zu diesem Zeitpunkt eine Bilanz von 35-2 und hatte 1991 gegen James Toney um die Weltmeisterschaft geboxt. Im Dezember 1993 verteidigte Cardamone den EM-Gürtel nach Punkten gegen den Franzosen Frédéric Seillier (34-4), welcher später noch zu zwei WM-Chancen gegen Frankie Liles und Steve Collins kam. 1994 verteidigte er die Europameisterschaft noch gegen den Franzosen Gino Lelong, sowie gegen die Briten Neville Brown und Shaun Cummins. Brown wurde 1996 ebenfalls WM-Herausforderer von Steve Collins.
Nach diesen Erfolgen erhielt Cardamone am 17. März 1995 selbst eine WM-Chance und boxte in Worcester, Massachusetts, gegen Julian Jackson (50-3) um den WBC-Titel im Mittelgewicht. Nachdem er das Duell bis dahin deutlich beherrscht und Jackson in der ersten Runde an den Rand eines Niederschlages gebracht hatte, wurde er in der zweiten Runde selbst schwer zu Boden geschlagen, worauf Ringrichter Marty Denkin den Kampf abbrach.
Im Juni 1996 verlor Cardamone beim erneuten Kampf um die Europameisterschaft im Mittelgewicht gegen den Russen Alexander Saizew, konnte diesen jedoch im Rückkampf am 24. April 1998 besiegen und somit erneut Europameister werden. Im Dezember 1998 schlug er beim Kampf um den WBU-Titel erneut Silvio Branco und gewann auch den direkten Rückkampf im März 1999. Seinen letzten Kampf bestritt er im Juni 1999 gegen den Niederländer Raymond Joval.